# Fresne-le-Plan
Fresne-le-Plan est une commune française située dans le département de la Seine-Maritime en région Normandie.

## Géographie

### Localisation
| Bois-d'Ennebourg | Auzouville-sur-Ry    |                  |
| Montmain         | Fresne-le-Plan       | Letteguives Eure |
| Mesnil-Raoul     | Bourg-Beaudouin Eure | Renneville Eure  |

### Hydrographie
La commune est située dans le bassin Seine-Normandie. Elle n'est drainée par aucun cours d'eau,.

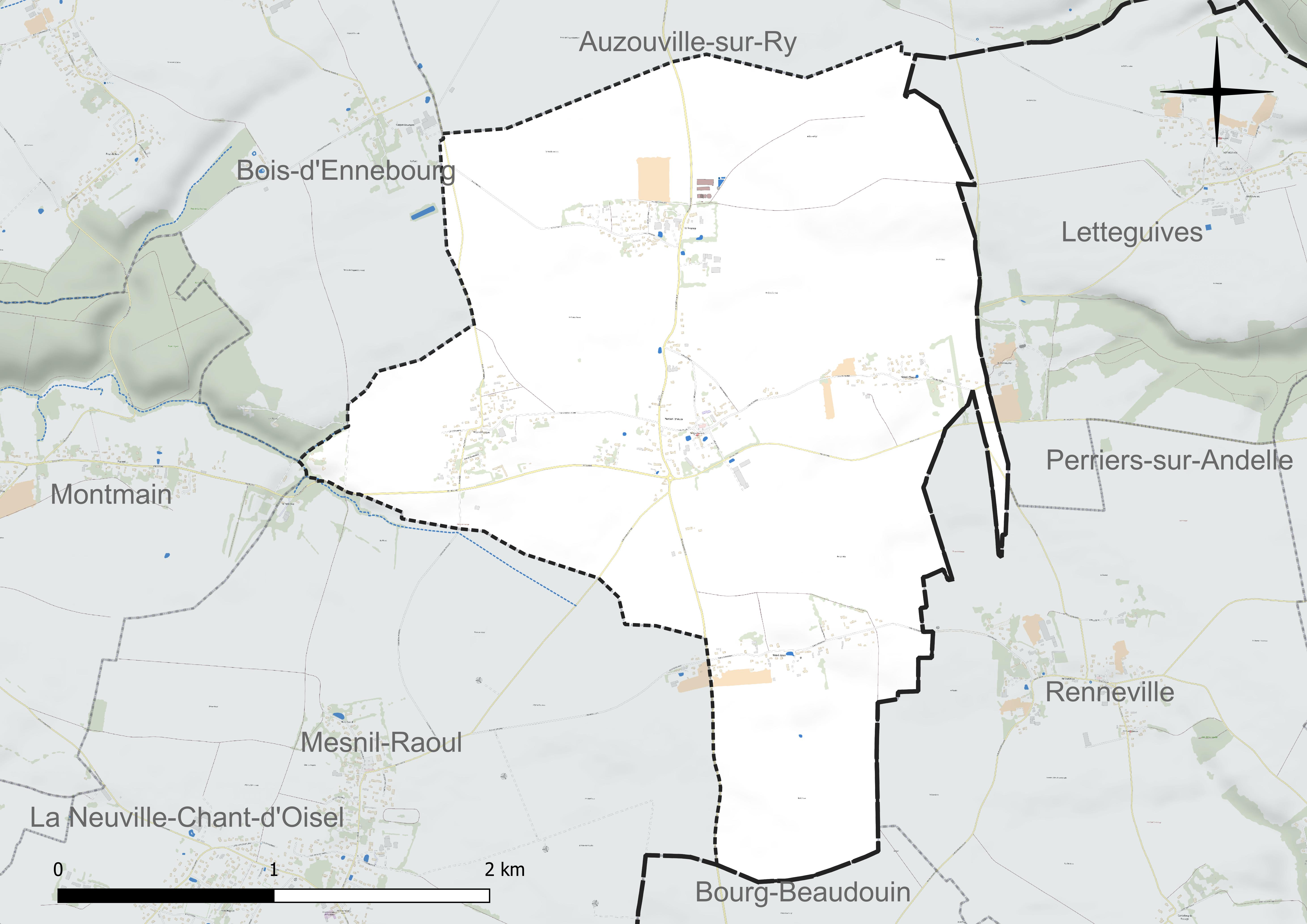
Réseau hydrographique de Fresne-le-Plan.

### Climat
Pour des articles plus généraux, voir Climat de la Normandie et Climat de la Seine-Maritime.
En 2010, le climat de la commune est de type climat océanique dégradé des plaines du Centre et du Nord, selon une étude du CNRS s'appuyant sur une série de données couvrant la période 1971-2000. En 2020, Météo-France publie une typologie des climats de la France métropolitaine dans laquelle la commune est exposée à un climat océanique et est dans la région climatique Côtes de la Manche orientale, caractérisée par un faible ensoleillement (1 550 h/an) ; forte humidité de l’air (plus de 20 h/jour avec humidité relative > 80 % en hiver), vents forts fréquents. Parallèlement le GIEC normand, un groupe régional d’experts sur le climat, différencie quant à lui, dans une étude de 2020, trois grands types de climats pour la région Normandie, nuancés à une échelle plus fine par les facteurs géographiques locaux. La commune est, selon ce zonage, exposée à un « climat maritime », correspondant au Pays de Caux, frais, humide et pluvieux, légèrement plus frais que dans le Cotentin.
Pour la période 1971-2000, la température annuelle moyenne est de 10,3 °C, avec une amplitude thermique annuelle de 14,1 °C. Le cumul annuel moyen de précipitations est de 812 mm, avec 12,6 jours de précipitations en janvier et 8,4 jours en juillet. Pour la période 1991-2020, la température moyenne annuelle observée sur la station météorologique la plus proche, située sur la commune de Boos à 7 km à vol d'oiseau, est de 10,9 °C et le cumul annuel moyen de précipitations est de 847,5 mm,. Pour l'avenir, les paramètres climatiques de la commune estimés pour 2050 selon différents scénarios d’émission de gaz à effet de serre sont consultables sur un site dédié publié par Météo-France en novembre 2022.

## Urbanisme

### Typologie
Au 1er janvier 2024, Fresne-le-Plan est catégorisée commune rurale à habitat dispersé, selon la nouvelle grille communale de densité à sept niveaux définie par l'Insee en 2022.
Elle est située hors unité urbaine. Par ailleurs la commune fait partie de l'aire d'attraction de Rouen, dont elle est une commune de la couronne,. Cette aire, qui regroupe 317 communes, est catégorisée dans les aires de 200 000 à moins de 700 000 habitants,.

### Occupation des sols
L'occupation des sols de la commune, telle qu'elle ressort de la base de données européenne d’occupation biophysique des sols Corine Land Cover (CLC), est marquée par l'importance des territoires agricoles (99,7 % en 2018), une proportion identique à celle de 1990 (99,7 %). La répartition détaillée en 2018 est la suivante :
terres arables (80,8 %), zones agricoles hétérogènes (15,2 %), prairies (3,7 %), forêts (0,3 %). L'évolution de l’occupation des sols de la commune et de ses infrastructures peut être observée sur les différentes représentations cartographiques du territoire : la carte de Cassini (XVIIIe siècle), la carte d'état-major (1820-1866) et les cartes ou photos aériennes de l'IGN pour la période actuelle (1950 à aujourd'hui).

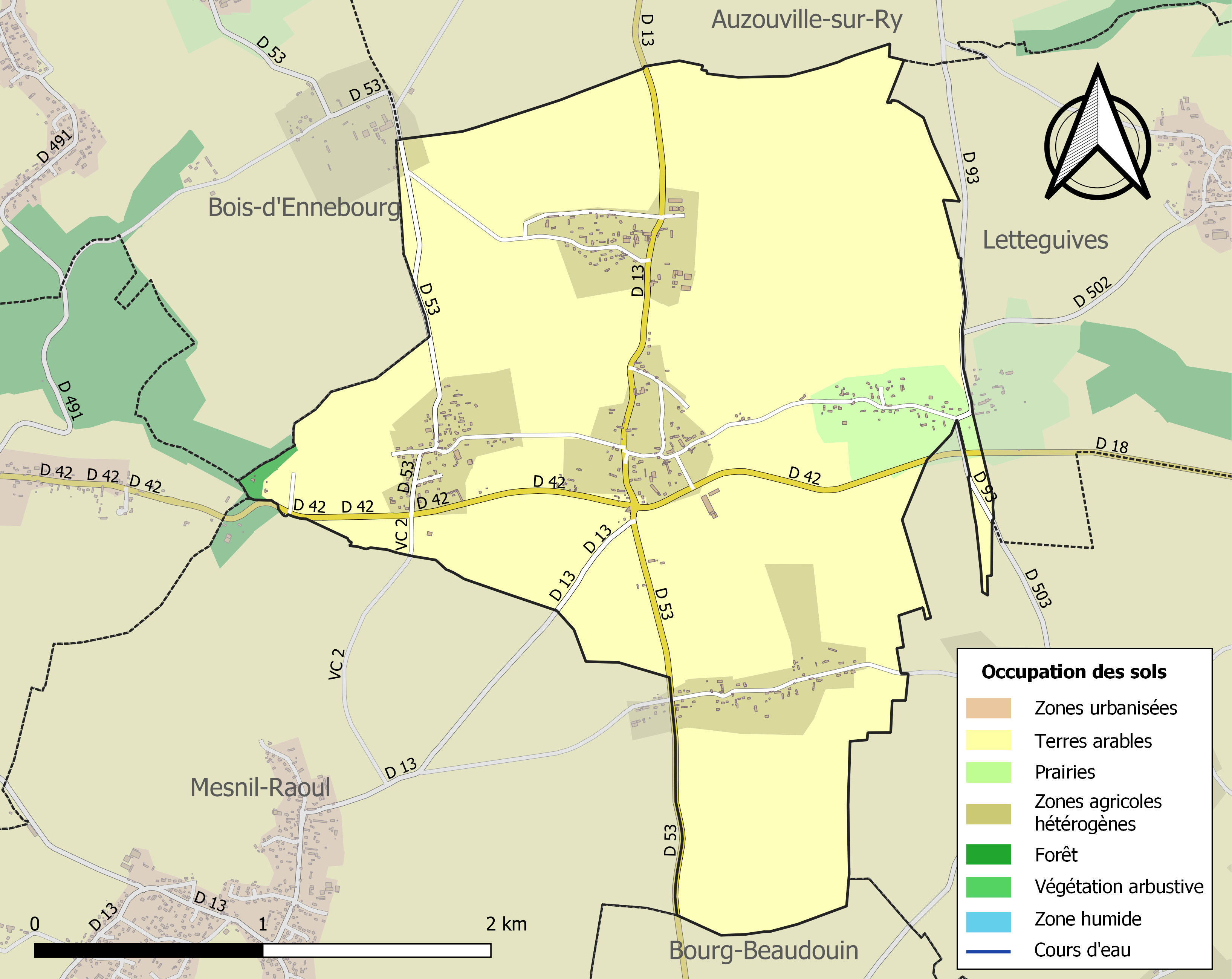
Carte des infrastructures et de l'occupation des sols de la commune en 2018 (CLC).

## Toponymie
Le nom de la localité est attesté sous la forme Fraisnes en 1059 et sous la forme latinisée Fraxinis en 1216, suivi du déterminant complémentaire l'Esperlenc.
L'ancien français Fraisne a abouti à Fresne puis Frêne en français moderne. Le s de la forme de 1059 est la marque du locatif. Il s'agissait certainement d'un arbre remarquable, en tout cas distinctif de la propriété. Dans la toponymie normande, on rencontre également l'ancien scandinave eski (également askr) qui désigne le même arbre dans le nom de lieu Ectot (et variantes graphiques), particulièrement fréquent.
L'esperlenc est un nom de famille attesté en Normandie au Moyen Âge, il a évolué en le-Plan par mécoupe et coalescence. Il permet de distinguer cette paroisse de Fresne-l'Archevêque.
Le nom norrois Klak(r) est contenu dans le hameau de Mesnil-Claque (Menilclac vers 1187).

## Histoire
L'école de Fresne est mentionnée dès l'an 1414. La paroisse comptait 500 habitants sous le règne de saint Louis.

## Politique et administration
| Période                                  | Période                       | Identité         | Étiquette | Qualité |
| ---------------------------------------- | ----------------------------- | ---------------- | --------- | ------- |
| Les données manquantes sont à compléter. |                               |                  |           |         |
| 1886                                     | 1888                          | Émile Fayolle    |           |         |
| 1888                                     | 1900                          | Stanislas Longe  |           |         |
| 1900                                     | 1919                          | Auguste Julien   |           |         |
| 1919                                     | 1925                          | François Hamel   |           |         |
| 1925                                     | 1935                          | Louis Julien     |           |         |
| 1935                                     | 1944                          | André Langlois   |           |         |
| 1944                                     | 1949                          | Alphonse Gavelle |           |         |
| 1949                                     | 1953                          | Maurice Desombre |           |         |
| 1953                                     | 1971                          | Louis Julien     |           |         |
| 1971                                     | 1995                          | Jean Levavasseur |           |         |
| 1995                                     | mai 2020                      | Antoine Maillard |           |         |
| mai 2020                                 | En cours (au 2 décembre 2020) | Guillaume Renard |           |         |

## Population et société

### Démographie
L'évolution du nombre d'habitants est connue à travers les recensements de la population effectués dans la commune depuis 1793. Pour les communes de moins de 10 000 habitants, une enquête de recensement portant sur toute la population est réalisée tous les cinq ans, les populations de référence des années intermédiaires étant quant à elles estimées par interpolation ou extrapolation. Pour la commune, le premier recensement exhaustif entrant dans le cadre du nouveau dispositif a été réalisé en 2004.

En 2022, la commune comptait 547 habitants, en évolution de −12,9 % par rapport à 2016 (Seine-Maritime : +0,35 %, France hors Mayotte : +2,11 %).
| 1793 | 1800 | 1806 | 1821 | 1831 | 1861 | 1876 | 1881 | 1886 |
| ---- | ---- | ---- | ---- | ---- | ---- | ---- | ---- | ---- |
| 457  | 580  | 488  | 467  | 499  | 335  | 319  | 284  | 283  |

| 1891 | 1896 | 1901 | 1906 | 1911 | 1921 | 1926 | 1931 | 1936 |
| ---- | ---- | ---- | ---- | ---- | ---- | ---- | ---- | ---- |
| 306  | 302  | 250  | 234  | 232  | 230  | 231  | 227  | 234  |

| 1946 | 1954 | 1962 | 1968 | 1975 | 1982 | 1990 | 1999 | 2004 |
| ---- | ---- | ---- | ---- | ---- | ---- | ---- | ---- | ---- |
| 252  | 285  | 245  | 232  | 320  | 369  | 379  | 456  | 506  |

| 2006 | 2009 | 2014 | 2019 | 2022 | - | - | - | - |
| ---- | ---- | ---- | ---- | ---- | - | - | - | - |
| 531  | 595  | 634  | 574  | 547  | - | - | - | - |

- En 2004, la population se répartissait en 49,2 % d'hommes et 50,8 % de femmes.
- Le nombre de célibataires était de 28,1 %.
- Les couples mariés représentaient 59,7 % de la population.
- Les divorcés quant à eux, étaient 7 % et les veufs, 5,2 %.
- En 2004, le taux de chômage s'élevait à 5,9 % contre 6,4 % en 1999.
- Les retraités et les préretraités représentaient 15,4 % de la population en 1999 et 15 % en 2004.
- Le taux d'activité, de 73,6 % en 1999, est passé à 77,8 % en 2004.

### Cultes
Fresne-le-Plan appartient à la paroisse catholique Saint-Paul du Mesnil – Plateau de Boos qui fait partie du doyenné Rouen-Nord de l'archidiocèse de Rouen.

## Culture locale et patrimoine

### Lieux et monuments
- Église Saint-Pierre, du XVIIIe siècle,
- Colombier de Mesnil-Grain, du XVIIIe siècle.
- Monument aux morts (1921)[22]

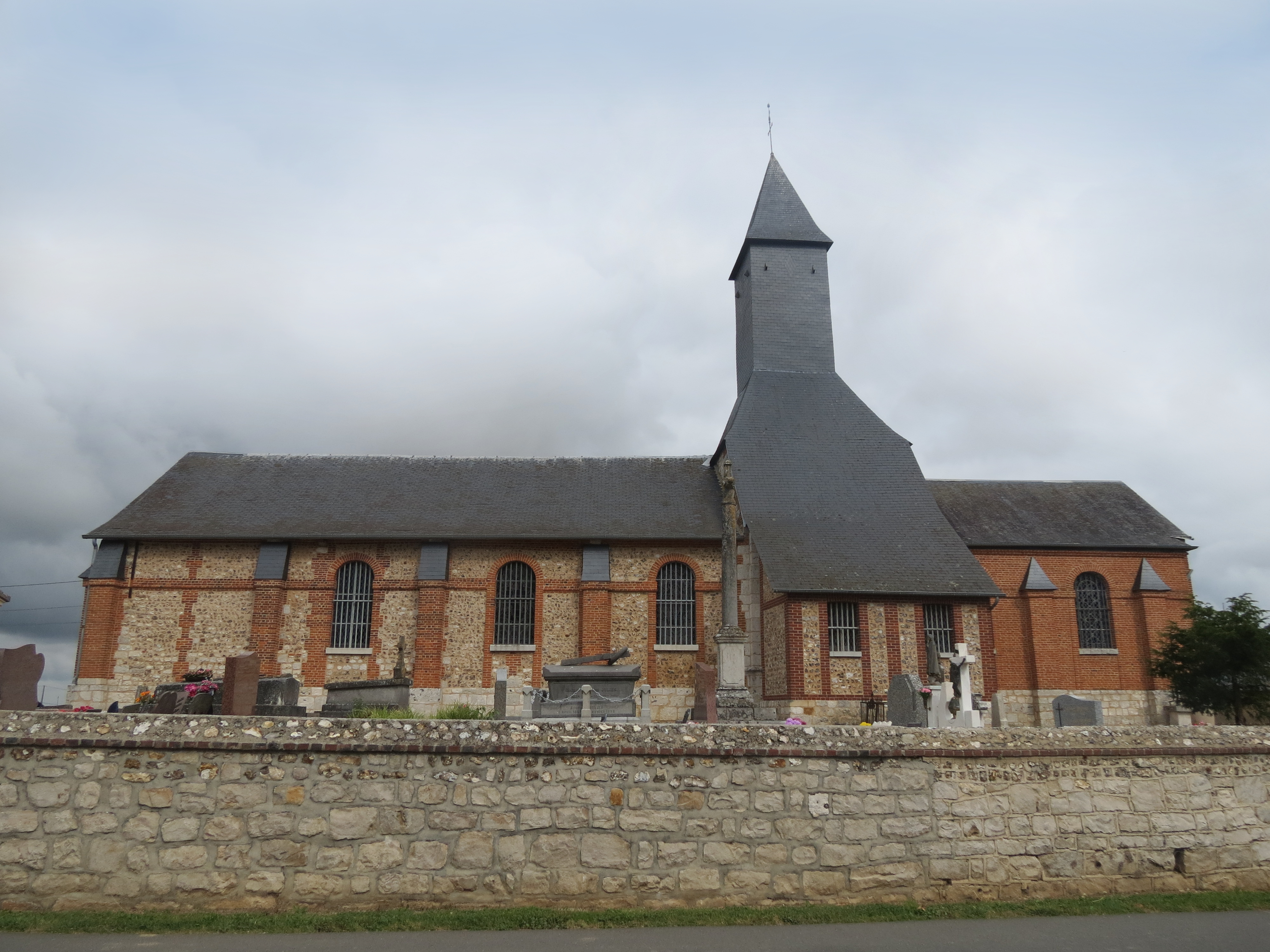
Église Saint-Pierre.
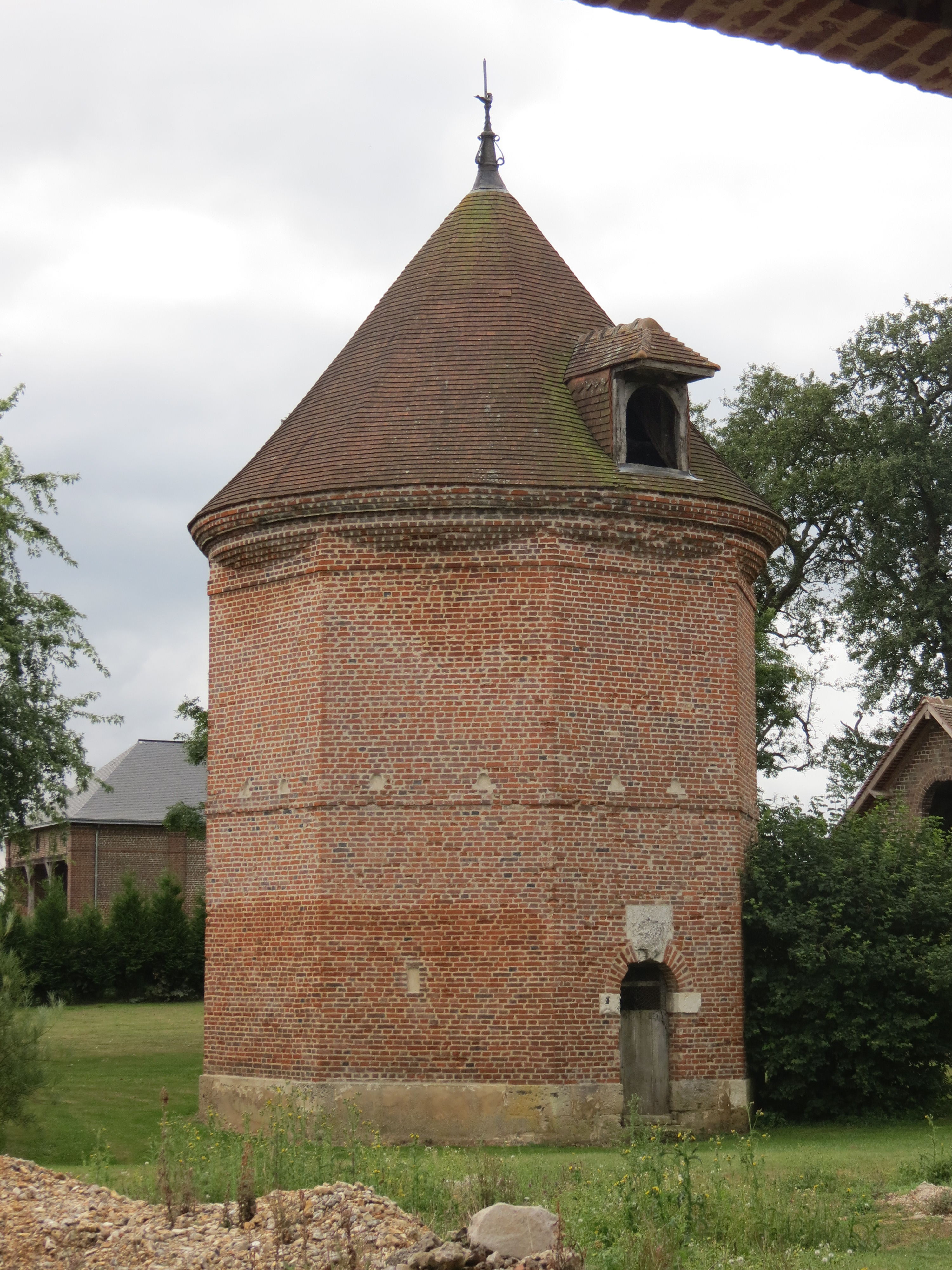
Colombier de Mesnil-Grain.